# Crisis del gobierno del Reino Unido de julio de 2022
Los días 5 y 6 de julio de 2022, varios ministros renunciaron al segundo gabinete de Johnson. El 5 de julio, el canciller de Hacienda, Rishi Sunak, y el secretario de Estado de Salud y Atención Social, Sajid Javid, renunciaron a sus cargos. Esto sucedió luego del escándalo de Chris Pincher. Después de esto, un gran número de miembros del gobierno renunciaron a sus cargos, lo que generó una intensa especulación sobre si Boris Johnson continuaría como Primer Ministro del Reino Unido. Hasta el 6 de julio, 46 parlamentarios han dimitido de sus cargos en el gobierno y uno, Michael Gove, ha sido despedido.

## Crisis
El 5 de julio de 2022, el secretario de Salud Sajid Javid y el canciller Rishi Sunak renunciaron luego de que el primer ministro Boris Johnson admitiera que fue un error nombrar al miembro del parlamento (MP) Chris Pincher para el cargo de subjefe Whip luego de acusaciones de acoso sexual que se remontan a menos de 12 años. Las renuncias de Javid y Sunak provocaron la renuncia de numerosos ministros subalternos y secretarios privados parlamentarios (PPS), la mayoría de los cuales citaron la falta de honestidad e integridad por parte de Johnson. En las siguientes 24 horas, 36 diputados renunciaron a sus cargos en el gobierno. Esto marcó tanto el mayor número de renuncias ministeriales en un período de 24 horas desde 1932 como el mayor número de tales renuncias registrado.
Al día siguiente, Johnson enfrentó ataques tanto de la oposición como del gobierno durante las preguntas al primer ministro, durante las cuales descartó renunciar. Luego de la conclusión de las Preguntas al Primer Ministro, Johnson enfrentó más preguntas de más parlamentarios durante una reunión del Comité de Enlace, durante la cual se reveló que los miembros del Gabinete, incluido el recién nombrado Canciller Nadhim Zahawi y la ministra del Interior Priti Patel, se habían reunido dentro de 10 Downing Street para pedir la renuncia de Johnson. Después de esta revelación, otros miembros del gabinete de Johnson, como la secretaria de Cultura Nadine Dorries, se reunieron en el número 10 para apoyar a Johnson.
Se informó ampliamente que el Comité de 1922 podría cambiar sus reglas para permitir que Johnson enfrentara una segunda moción de censura, aunque el Comité luego descartó hacerlo antes de las elecciones previamente programadas para el 11 de julio. Según los informes, varios parlamentarios enviaron cartas al Comité de 1922 expresando una pérdida de confianza en Johnson, y el presidente del comité, Sir Graham Brady, se encontraba entre los que se dirigían al número 10, supuestamente ofreciendo "sabios consejos", que se ha interpretado ampliamente como un consejo para renunciar.
En la noche del 6 de julio, a pesar de que otros ministros de alto nivel, incluidos antiguos aliados leales, la secretaria del Interior Priti Patel, el secretario de Estado de Nivelación, Vivienda y Comunidades Michael Gove y el secretario de Transporte Grant Shapps, supuestamente instaron al primer ministro a renunciar, Número 10 emitió un comunicado reiterando que Johnson no renunciaría voluntariamente. El 6 de julio, Johnson despidió a Gove por supuesta "deslealtad" después de que instó a Johnson a renunciar. Más tarde esa noche, Simon Hart, Secretario de Estado de Gales, renunció al gabinete, afirmando que "no le quedaba otra opción".
La fiscal general, Suella Braverman, se unió a los pedidos de renuncia de Johnson, pero se negó a renunciar a su cargo en el gobierno, citando su sentido del deber y la necesidad del gobierno de un abogado. También afirmó que participaría en cualquier próximo concurso de liderazgo conservador.

## Renuncias

### 5 de julio
| #  | Nombre           | Distrito electoral    | Cargo                                                                            | Carta de renuncia                                          |
| -- | ---------------- | --------------------- | -------------------------------------------------------------------------------- | ---------------------------------------------------------- |
| 1  | Sajid Javid      | Bromsgrove            | Secretario de Estado de Sanidad y Asistencia Social                              | Carta                                                      |
| 2  | Rishi Sunak      | Richmond (Yorks)      | Canciller de Hacienda                                                            | Carta                                                      |
| 3  | Andrew Murrison  | Suroeste de Wiltshire | Enviado Comercial del Primer Ministro en Marruecos                               | Carta                                                      |
| 4  | Bim Afolami      | Hitchin and Harpenden | Vicepresidente del partido conservador                                           | Declaración                                                |
| 5  | Saqib Bhatti     | Meriden               | Secretario Privado Parlamentario del Departamento de Salud y Atención Social     | Carta                                                      |
| 6  | Jonathan Gullis  | Stoke-on-Trent North  | Secretario privado parlamentario de la oficina de Irlanda del Norte              | Carta                                                      |
| 7  | Nicola Richards  | West Bromwich East    | Secretario Privado Parlamentario del Departamento de Transporte                  | Carta                                                      |
| 8  | Virginia Crosbie | Ynys Môn              | Secretario privado parlamentario de la Oficina del Secretario de Estado de Gales | Carta Archivado el 16 de julio de 2022 en Wayback Machine. |
| 9  | Theo Clarke      | Stafford              | Enviado Comercial del Primer Ministro en Kenia                                   | Carta                                                      |
| 10 | Alex Chalk       | Cheltenham            | Procurador general para Inglaterra y Gales                                       | Carta                                                      |

### 6 de julio
| #  | Nombre          | Distrito electoral       | Cargo | Carta de renuncia |
| -- | --------------- | ------------------------ | ----- | ----------------- |
| 11 | Will Quince     | Colchester               |       | Carta             |
| 12 | Laura Trott     | Sevenoaks                |       | Declaración       |
| 13 | Robin Walker    | Worcester                |       | Carta             |
| 14 | John Glen       | Salisbury                |       | Carta             |
| 15 | Victoria Atkins | Louth and Horncastle     |       | Carta             |
| 16 | Jo Churchill    | Bury St Edmunds          |       | Carta             |
| 17 | Stuart Andrew   | Pudsey                   |       | Carta             |
| 18 | Felicity Buchan | Kensington               |       | Carta             |
| 19 | Selaine Saxby   | North Devon              |       | Carta             |
| 20 | Claire Coutinho | East Surrey              |       | Declaración       |
| 21 | David Johnston  | Wantage                  |       | Declaración       |
| 22 | Kemi Badenoch   | Saffron Walden           |       | Carta             |
| 23 | Neil O'Brien    | Harborough               |       | Carta             |
| 24 | Alex Burghart   | Brentwood and Ongar      |       | Carta             |
| 25 | Lee Rowley      | North East Derbyshire    |       | Carta             |
| 26 | Julia Lopez     | Hornchurch and Upminster |       | Carta             |
| 27 | Mims Davies     | Mid Sussex               |       | Carta             |
| 28 | Duncan Baker    | North Norfolk            |       | Declaración       |
| 29 | Craig Williams  | Montgomeryshire          |       | Carta             |
| 30 | Rachel Maclean  | Redditch                 |       | Carta             |